# Clingman Peak
Der Clingman Peak ist ein 2150 m hoher Berg im ostantarktischen Viktorialand. Er ragt aus dem Ende der Südwand des Priestley-Gletschers an dessen Kopfende auf.
Der United States Geological Survey kartierte ihn anhand eigener Vermessungen und Luftaufnahmen der United States Navy aus den Jahren von 1960 bis 1964. Das Advisory Committee on Antarctic Names benannte den Berg 1969 nach dem US-amerikanischen Biologen Otis Clingman Jr. (* 1928), der von 1965 bis 1966 auf der McMurdo-Station tätig war.